# Проектируемый проезд № 1188
Проектируемый проезд № 1188 — улица в Москве в Рязанском районе Юго-Восточного административного округа между нечётным дублёром Рязанского проспекта и улицей Михайлова.
Домовладений по улице не числится, все они адресуются по Рязанскому проспекту, улицам Михайлова и 2-й Пятигорский проезд.

## Расположение
Представляет собой сквозной переулок, параллельный Луховицкой улице.
Улица на всём протяжении имеет по одной полосе движения в каждом направлении.

## История
Улица возникла в 1961 году как безымянная дворовая дорога, разделяющая застройку 7-го и 8-го кварталов Чухлинки нынешнего Рязанского района. В 2017 году улице присвоено наименование Проектируемый проезд № 1188.

## Транспорт
Общественный транспорт по улице не ходит. У северо-восточного конца улицы расположена остановка «Улица Михайлова» автобусов № 51, 51к, 725, у юго-западного, на Рязанском проспекте, — остановки «Стахановская улица» автобусов № м7, т63, 143к, 279, 429, 725; западнее Луховицкой улицы — остановка «Комбинат ЖБК №2» № м7, т63, 143к, 279, 429, 491, 725.